# Ernst Ahlbom
Ernst Henrik Wilhelm Ahlbom, född 18 mars 1866 i Torpa socken, Södermanland, död 15 augusti 1934 i Helsingfors, var en svensk-finländsk skådespelare.

## Biografi
Ahlbom var 1883 elev hos Ludvig Josephson vid Nya Teatern och tillhörde 1884-1891 olika svenska landsortssällskap bland annat Thérèse Elfforss' och William Engelbrechts teatersällskap. 1891-1894 tillhörde han August Arppes teatersällskap och kom då att mestadels spela i Finland. Från 1894 arbetade Ahlbom för Arppe i Helsingfors innan han 1896 startade ett eget teatersällskap vilket dock inte blev lönsamt och Ahlbom upplöste det 1898 för att ta anställning vid Svenska teatern i Åbo. 1900 anställdes Ahlbom åter vid Svenska teatern i Helsingfors. Han var 1919-1920 teaterledare och regissör vid Svenska teatern i Vasa och 1920-1926 intendent och regissör vid Svenska Teatern i Åbo.
Ahlbom har bland annat spelat Shylock, J. G. Borkman, Poirier i Klädeshandlaren och hans måg, Vingelin i Ebberöds bank. Han utgav 1919 Minnen och anteckningar från en trettiofemårig teaterbana.

## Teater

### Roller (ej komplett)
| År   | Roll             | Produktion                                                       | Regi            | Teater             |
| ---- | ---------------- | ---------------------------------------------------------------- | --------------- | ------------------ |
| 1930 | Shylock, en jude | Köpmannen i Venedig (The Merchant of Venice) William Shakespeare | Oscar Tengström | Åbo Svenska Teater |

### Regi (ej komplett)
| År   | Produktion | Upphovsmän        | Teater             |
| ---- | ---------- | ----------------- | ------------------ |
| 1924 | Påsk       | August Strindberg | Åbo Svenska Teater |